# Доња Љубата
Доња Љубата (буг. Долна Любата) је насеље у Србији у општини Босилеград у Пчињском округу. Према попису из 2022. било је 211 становника.

## Демографија
У насељу Доња Љубата живи 353 пунолетна становника, а просечна старост становништва износи 48,3 година (45,7 код мушкараца и 50,9 код жена). У насељу има 149 домаћинстава, а просечан број чланова по домаћинству је 2,65.
Ово насеље је углавном насељено Бугарима (према попису из 2002. године), а у последња три пописа, примећен је пад у броју становника.
|  |

| Демографија | Демографија | Демографија |
| Година      | Становника  | Становника  |
| ----------- | ----------- | ----------- |
| 1948.       | 1.128       |             |
| 1953.       | 1.148       |             |
| 1961.       | 1.060       |             |
| 1971.       | 1.008       |             |
| 1981.       | 755         |             |
| 1991.       | 584         | 584         |
| 2002.       | 395         | 397         |
| 2011.       | 270         |             |
| 2022.       | 211         |             |

| Етнички састав према попису из 2002.‍ | Етнички састав према попису из 2002.‍ | Етнички састав према попису из 2002.‍ | Етнички састав према попису из 2002.‍ | Етнички састав према попису из 2002.‍ |
| ------------------------------------ | ------------------------------------ | ------------------------------------ | ------------------------------------ | ------------------------------------ |
|                                      |                                      |                                      |                                      |                                      |
| Бугари                               | Бугари                               |                                      | 315                                  | 79,74%                               |
| Срби                                 | Срби                                 |                                      | 62                                   | 15,69%                               |
| Македонци                            | Македонци                            |                                      | 1                                    | 0,25%                                |
| неизјашњени                          | неизјашњени                          |                                      | 17                                   | 4,3%                                 |

| Година пописа     | 1948. | 1953. | 1961. | 1971. | 1981. | 1991. | 2002. |
| ----------------- | ----- | ----- | ----- | ----- | ----- | ----- | ----- |
| Број домаћинстава | 209   | 233   | 238   | 234   | 208   | 203   | 149   |

| Број чланова      | 1  | 2  | 3  | 4  | 5  | 6 | 7 | 8 | 9 | 10 и више | Просек |
| ----------------- | -- | -- | -- | -- | -- | - | - | - | - | --------- | ------ |
| Број домаћинстава | 37 | 48 | 21 | 27 | 12 | 2 | 0 | 1 | 0 | 1         | 2,65   |

| Пол    | Укупно | Неожењен/Неудата | Ожењен/Удата | Удовац/Удовица | Разведен/Разведена | Непознато |
| ------ | ------ | ---------------- | ------------ | -------------- | ------------------ | --------- |
| Мушки  | 178    | 53               | 105          | 15             | 5                  | 0         |
| Женски | 181    | 30               | 115          | 34             | 2                  | 0         |
| УКУПНО | 359    | 83               | 220          | 49             | 7                  | 0         |

| Пол    | Укупно                    | Пољопривреда, лов и шумарство | Рибарство                            | Вађење руде и камена | Прерађивачка индустрија       |
| ------ | ------------------------- | ----------------------------- | ------------------------------------ | -------------------- | ----------------------------- |
| Мушки  | 76                        | 51                            | 0                                    | 2                    | 1                             |
| Женски | 51                        | 36                            | 0                                    | 0                    | 5                             |
| УКУПНО | 127                       | 87                            | 0                                    | 2                    | 6                             |
| Пол    | Производња и снабдевање   | Грађевинарство                | Трговина                             | Хотели и ресторани   | Саобраћај, складиштење и везе |
| Мушки  | 1                         | 9                             | 0                                    | 0                    | 7                             |
| Женски | 0                         | 0                             | 1                                    | 0                    | 0                             |
| УКУПНО | 1                         | 9                             | 1                                    | 0                    | 7                             |
| Пол    | Финансијско посредовање   | Некретнине                    | Државна управа и одбрана             | Образовање           | Здравствени и социјални рад   |
| Мушки  | 0                         | 0                             | 0                                    | 3                    | 0                             |
| Женски | 0                         | 0                             | 0                                    | 5                    | 3                             |
| УКУПНО | 0                         | 0                             | 0                                    | 8                    | 3                             |
| Пол    | Остале услужне активности | Приватна домаћинства          | Екстериторијалне организације и тела | Непознато            | Непознато                     |
| Мушки  | 0                         | 0                             | 0                                    | 2                    | 2                             |
| Женски | 1                         | 0                             | 0                                    | 0                    | 0                             |
| УКУПНО | 1                         | 0                             | 0                                    | 2                    | 2                             |

## Галерија
- Задружни дом 2014. године